# Lins Challenger 1990
Il Lins Challenger 1990 è stato un torneo di tennis facente parte della categoria ATP Challenger Series nell'ambito dell'ATP Challenger Series 1990. Il montepremi del torneo era di $50 000 ed esso si è svolto nella settimana tra il 30 luglio e il 5 agosto 1990 su campi in terra rossa. Il torneo si è giocato a Lins in Brasile.

## Vincitori

### Singolare
Pedro Rebolledo ha sconfitto in finale  João Zwetsch con il punteggio di 7–6, 4–6, 6–1.

### Doppio
José Luis Aparisi /  José Manuel Clavet hanno sconfitto in finale  Javier Frana /  Agustín Moreno con il punteggio di 7–6, 6–3.